# Heuberg (Hilpoltstein)

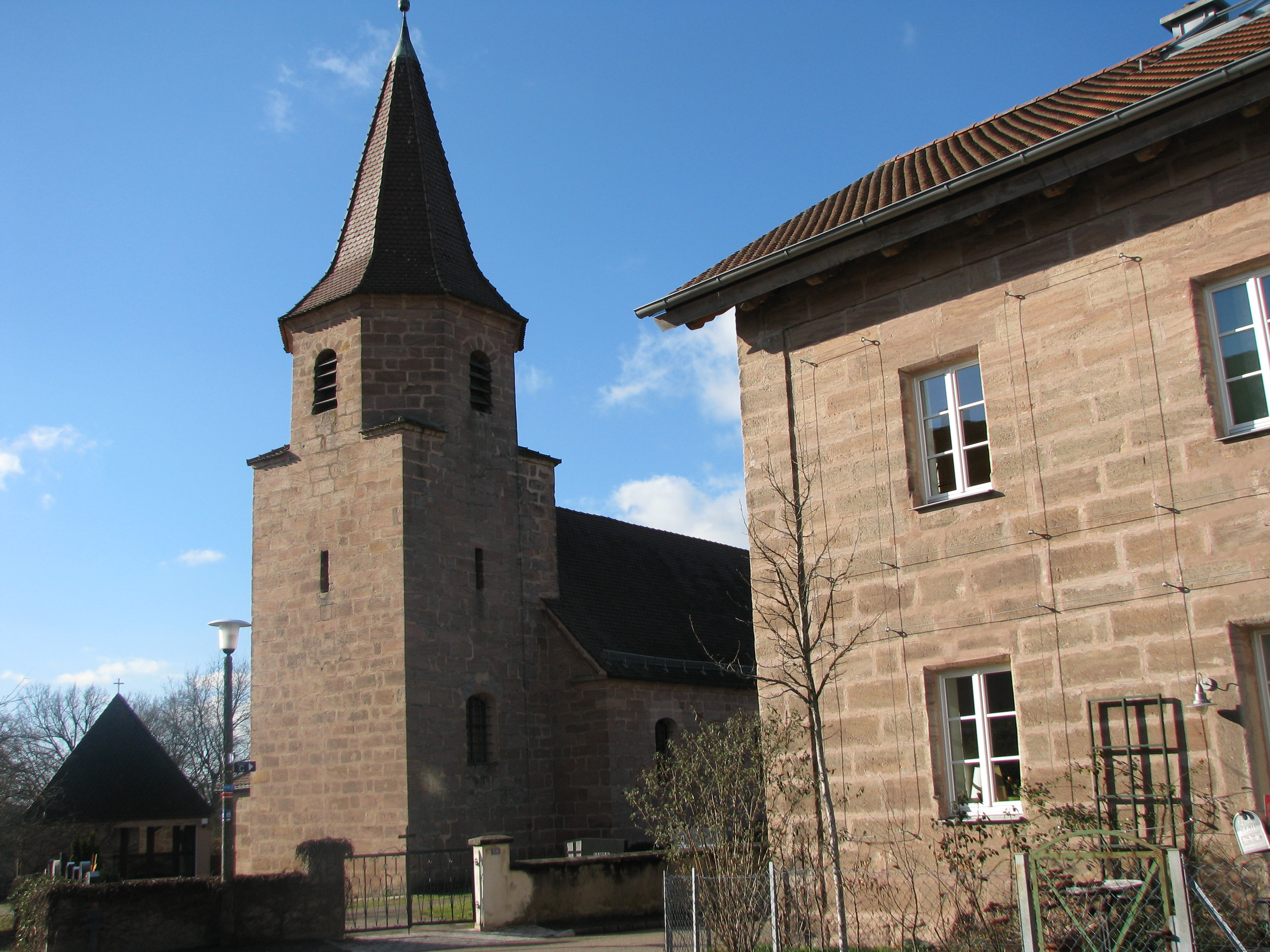
Kath. Filialkirche St. Walburga

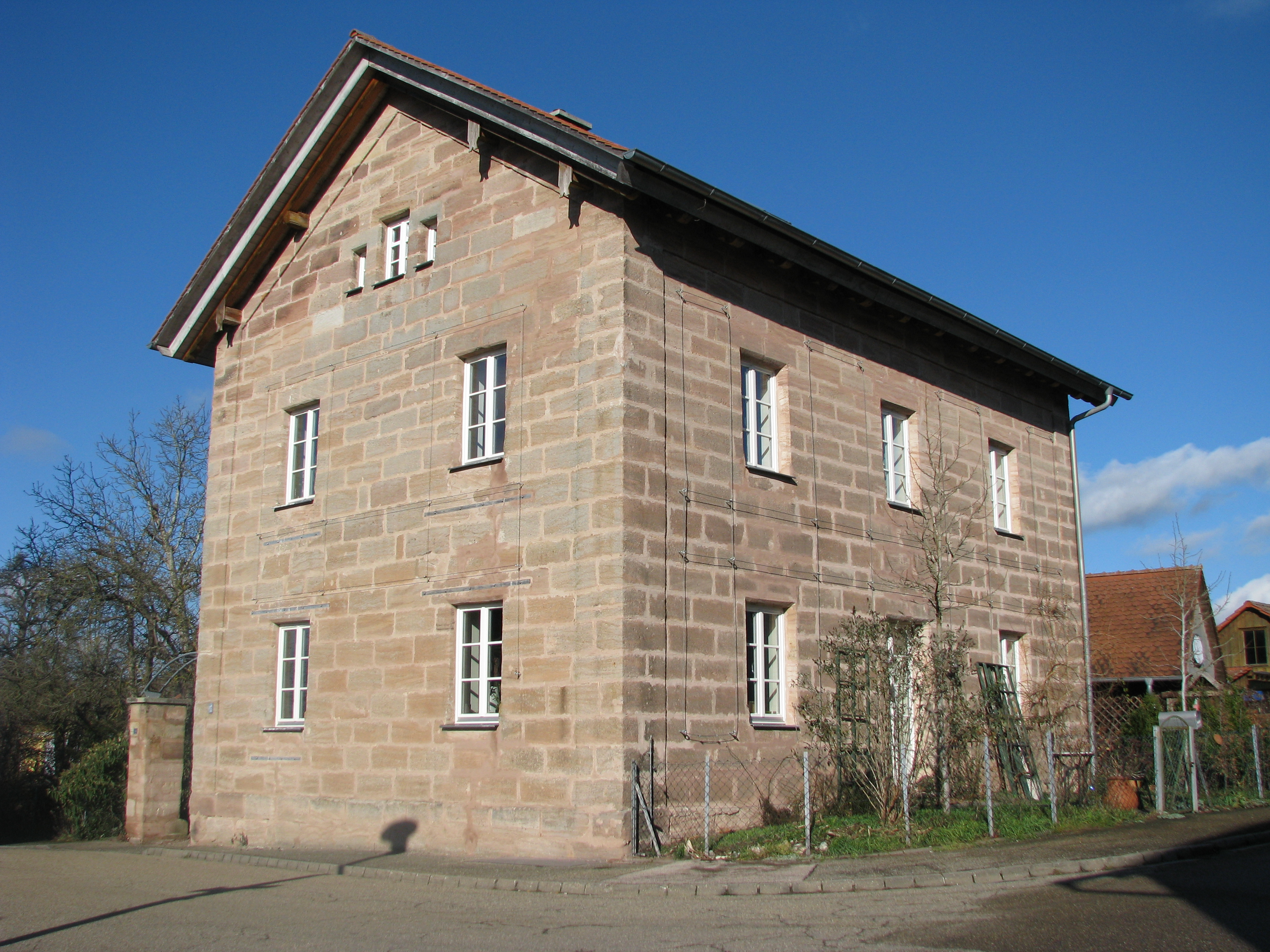
Ehemaliges Heuberger Schulhaus: ein Sandsteinquaderbau

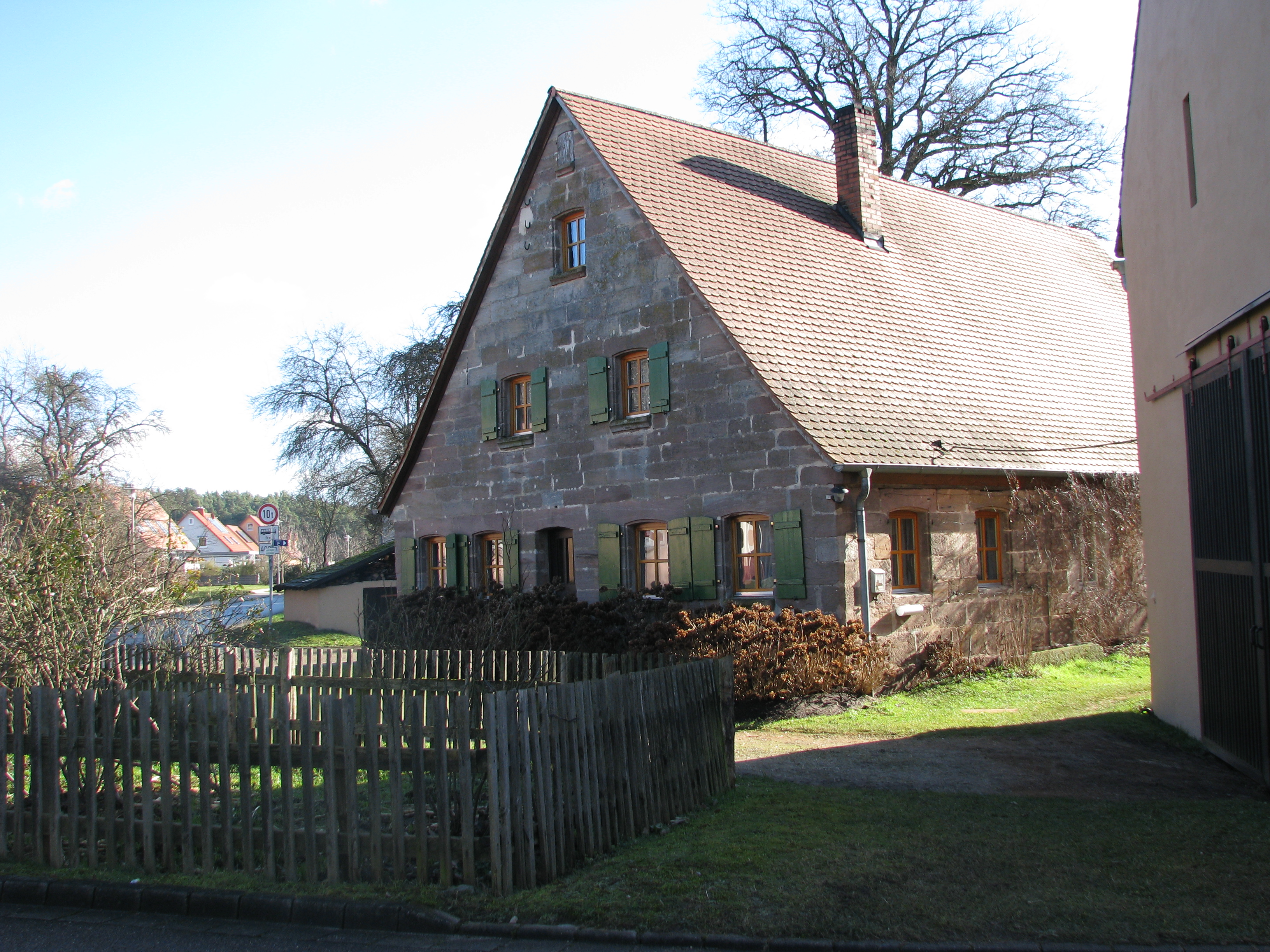
Altes Wohnstallhaus in Heuberg

Heuberg ist ein Gemeindeteil der Stadt Hilpoltstein im Landkreis Roth (Mittelfranken, Bayern). Die Gemarkung Heuberg hat eine Fläche von 5,297 km². Sie ist in 802 Flurstücke aufgeteilt, die eine durchschnittliche Flurstücksfläche von 6605,34 m² haben. In ihr liegen neben dem namensgebenden Ort die Gemeindeteile Altenhofen, Auholz und Lochmühle.

## Lage
Das Kirchdorf Heuberg liegt, umgeben von Feldern und südlich eines größeren Waldgebietes, auf einer leichten Erhebung 403 m ü. NHN auf der Landterrasse einer vom Oberen Burgsandstein und Feuerletten gebildeten Schichtstufe. und etwa vier Kilometer nördlich des Gemeindesitzes nahe am Rothsee und am Main-Donau-Kanal. Etwa 100 Meter westlich von Heuberg führt die Staatsstraße 2225 vorbei, die vom Gemeindesitz aus in Richtung Allersberg geht. Diese kreuzt eine Gemeindeverbindungsstraße, die in Richtung Südosten in den Ort und in Richtung Nordwesten nach Haimpfarrich führt.
Die Ortsflur ist 354 Hektar groß; die Gemeindeflur umfasste im Jahr 1961 537,80 Hektar.

## Ortsnamensdeutung
Die älteste Ortsnamensform „Hegeberch“ zeigt, dass es sich bei der Siedlung um einen eingehegten Bereich auf einer Anhöhe handelte.

## Geschichte
„Hegeberch“ ist erstmals im Pontifikale Gundekarianum genannt, und zwar unter jenen Kirchen, die Bischof Gundekar (II.) von Eichstätt zwischen 1057 und 1075 weihte – wie die im Umfeld befindlichen Kirchen von Ebenried (Ortsteil von Allersberg), Liebenstadt (Gemeindeteil von Heideck) und Meckenhausen (Ortsteil von Hilpoltstein). Ein Pfarrer, der „plebanus de Heuberg Fridericus“, ist erstmals 1279 genannt. Der Ort gehörte im Mittelalter zum Herrschaftsgebiet der Reichsministerialen Herren von (Hilpolt-)Stein. So überließ Heinrich der Ältere von Stein 1275 in einem Tausch seine Güter zu „Hegeberc“ dem Deutschordenshaus in Ellingen. 1314 trat Adelheid von Niedersulzbürg, eine Tante von Hiltpolt von Stein, unter anderem Besitzungen in Heuberg an das Zisterzienserinnenkloster Seligenporten ab. 1322 überließ Hiltpolt von Stein die Vogtei über das Widum von „Heuberch“ dem Kloster; die Patronatsrecht hatten Heinrich und Friedrich von Breitenstein schon 1311 dem Kloster gegeben. Auch für 1345 ist bezeugt, dass die Herren von Stein in Heuberg Besitz haben.
Im Ort hatte ein Dienstmannengeschlecht der Herren von Stein seinen Sitz. Um 1180 kommt in einer Urkunde des Klosters Berchtesgaden ein Beringerus de Hegeberch vor. 1335 machte Albrecht „von Hauwerch“ eine Stiftung an die Ortskirche. 1341 verkaufte er dem Kloster Seligenporten seinen Zehent, ein Lehen der Herren von Stein, gelegen in der Heuberger Flur Heglach. Noch zweimal sind Ortsadelige von Heuberg in Urkunden erwähnt: 1394 ein Groß von Heuberg und 1403 ein Eberhart Gross von „Hewberg“.
Mit dem Aussterben der Herren von Stein mit Hilpolt IV. am 20. Juli 1385 wurde deren Gebiet 1386 zunächst von den Bayernherzögen gemeinschaftlich regiert, bis es bei der brüderlichen Teilung von 1392 mit Ingolstadt Herzog Stefan zufiel.
Nach dem Landshuter Erbfolgekrieg wurde das Land um Hilpoltstein und auch Heuberg 1505 dem neuen Territorium der „Jungen Pfalz“ einverleibt, das Pfalzgraf Ottheinrich erhielt. Heuberg unterstand nunmehr dem pfalz-neuburgischen Amt Hilpoltstein. Der hoch verschuldete Pfalzgraf Ottheinrich verpfändete das Amt und damit auch Heuberg 1542 für 36 Jahre an die Reichsstadt Nürnberg. Von ihr wurde mit Dekret vom 22. Juni 1542 die Reformation im Amt Hilpoltstein und damit auch in Heuberg eingeführt. Nürnberg ließ 1544 ein Salbuch über Stadt und Land Hilpoltstein anlegen, das für Heuberg 28 „Hofgüter und Mannschaften“, davon fünf „unbezimmerte“ (= unbewohnte) auswies. Von ihnen gehörten
- zehn dem Kloster Seligenporten,
- sieben der Herrschaft Stein,
- drei dem Gotteshaus Stein,
- zwei den Chorherren von Stein,
- zwei dem Wolf Stromer in Nürnberg,
- zwei der Reichalmosenstiftung zu Hilpoltstein von 1486,
- eines nach Roth und
- eines dem Gotteshaus Heuberg.

Außerdem heißt es in dem Salbuch, dass Heuberg eine Pfarrkirche St. Walburga und ein Pfarrhaus an der Kirchhofmauer hat und ein Pfarrer und – seit 1480 – ein Kaplan hier sitzen. Das Patronatsrecht übte das Kloster Seligenporten aus. Genannt werden auch zwei Filialen, nämlich St. Georg in der Vorstadt von (Hilpolt-)Stein (1599 nach Hilpoltstein umgepfarrt, Kirche 1804 abgebrochen) und St. Hilpolt in „Merlach“ (= Mörlach) mit seinen ebenfalls 28 Höfen.
1578 wurde das Amt von Pfalz-Neuburg wieder eingelöst. Da Pfalz-Neuburg 1542 unter Ottheinrich ebenfalls protestantisch geworden war, blieb das Amt und damit Heuberg protestantisch, bis es unter dem zum alten Glauben zurückgekehrten Pfalzgraf Wolfgang Wilhelm 1627 zur Gegenreformation kam. Diese wurde durch Jesuiten aus Eichstätt, die in einem ehemaligen Chorhaus in Hilpoltstein wohnten, durchgeführt. Für 1675 wird ein Schulmeister und Mesner namens Lucius genannt; das Pfarrhaus erfuhr 1686 einen Umbau. 1739 und noch einmal 1875 wurde das Schul- und Mesnerhaus (Lehrer und Mesner waren eine Person) neu gebaut.
Gegen Ende des Alten Reiches, um 1800, war Heuberg ein Dorf von 35 Untertanen-Anwesen, die elf verschiedenen Grundherren gehörten,
- 13 dem Klosteramt Seligenporten
- sechs dem kurfürstlich-bayerischen Rentamt Hilpoltstein.
- drei der Chorstiftsverwaltung Hilpoltstein (ging 1811 an den Staat über),
- drei der Kirche Hilpoltstein und
- je eines dem Stadtmagistrat Roth/Kirchenverwaltung, der Protestantischen Kultusstiftung Nürnberg, dem Freiherr von Stromer zu Nürnberg, dem ehemals pfalz-neuburgischen, nunmehr kurfürstlichen Pfleg- und Kastenamt Hilpoltstein, das auch die hohe Gerichtsbarkeit ausübte, dem Stadtmagistrat Nürnberg/Spitalverwaltung und der Kirche Heuberg.
- Vier Güter waren frei eigen.[24]

Im Königreich Bayern (1806) wurde ein Steuerdistrikt Heuberg gebildet. Nach der Gemeindebildung gehörten 1820 der Ruralgemeinde Heuberg folgende Orte an:
- das Kirchdorf Heuberg
- das Dorf Altenhofen
- die Einöde Aumühle
- die zu dieser Zeit unbewohnte Lochmühle
- der Grashof (später zur Gemeinde Göggelsbuch gehörend)
- die Knabenmühle
- die Kronmühle (später zur Gemeinde Birkach gehörend)
- die Lösmühle
- das Dorf Polsdorf (später zur Gemeinde Birkach gehörend)
- die Seitzenmühle
- die Stephansmühle
- der Weiler Stückgut (1717: „Stickhof“; 1798: „Stuck-Guth“).[25]

1867 gehörte zur Gemeinde nur noch die Hälfte dieser Ansiedelungen, nämlich das Kirchdorf selber, das Dorf Altenhofen, die Einöden Auholz, Aumühle und Lochmühle sowie der Weiler Stückgut. Hier wohnten 223 Personen in 89 Gebäuden, in Heuberg selber 142 Personen. Über den Viehbestand gibt ein amtliches Verzeichnis von 1875 Aufschluss: In der Gemeinde gab es elf Pferde, 220 Stück Rindvieh, 50 Schweine und neun Ziegen; in Heuberg selber wurden 143 Stück Rindvieh gezählt. 1904 verzeichnete die Gemeinde von unverändert sechs Orten 215 Einwohner (208 Katholiken und sieben Protestanten) in 50 Wohngebäuden, an Viehbestand neun Pferde, 211 Stück Rindvieh, 143 Schweine und acht Ziegen. Wie auch andernorts im Bezirksamt Hilpoltstein, war die Schweinehaltung innerhalb von circa 25 Jahren stark angewachsen. 1933 hatte die Gemeinde 208, 1946 268 und 1952 252 Einwohner. 1961 hatte die Gemeinde in ihren nunmehr fünf Orten (so auch schon 1937) Heuberg, Altenhofen, Auholz, Aumühle und Lochmühle insgesamt 246 Einwohner in 45 Wohngebäuden; in Heuberg selbst wohnten 149 Personen in – wie schon 1950 – 31 Wohngebäuden.
Im Zuge der Gebietsreform in Bayern ließ sich die Gemeinde Heuberg (Heuberg, Altenhofen, Auholz, Aumühle und Lochmühle) am 1. Januar 1972 nach Hilpoltstein eingemeinden.

## Einwohner- und Gebäudeentwicklung
(nur das Kirchdorf, nicht die Gemeinde)
- 1818: 139 (33 „Feuerstellen“ = Anwesen, 34 Familien)[33]
- 1836: 156 (30 Häuser)[34]
- 1861: 142 (61 Gebäude, 1 Kirche)[35]
- 1871: 138 (92 Gebäude)[36]
- 1904: 151 (33 Wohngebäude)[37]
- 1937: 138 (darunter 3 Protestanten)[38]
- 1950: 157 (31 Wohngebäude)[39]
- 1961: 149 (31 Wohngebäude)[40]
- 1970: 142[41]
- 1987: 162 (42 Wohngebäude, 49 Wohnungen)[42]

## Katholische Filialkirche St. Walburga
Die ursprüngliche Pfarrkirche St. Walburga, seit der Rekatholisierung eine Filialkirche der Pfarrei Hilpoltstein, liegt im Süden des Dorfes. Im 11. Jahrhundert geweiht, gibt es die mittelalterliche Kirche keine weiteren Nachrichten. 1760 war der damalige Sakralbau schwer beschädigt, ab 1785 konnten in ihm keine Gottesdienste mehr gehalten werden; als Ersatz diente das Totenhäusl. Die heutige Form erhielt die Kirche beim Wiederaufbau 1791/92. Dabei wurden Teile des alten Mauerwerks aus dem 11. Jahrhundert wiederverwendet. 1937 wurde die Kirche folgendermaßen charakterisiert: „Stil gewöhnlich; geräumig, genügend für die Filialgemeinde.“ Von der Ausstattung sind eine Reliquar-Büste der hl. Walburga und die Figur eines hl. Stephan, beide aus dem 15. Jahrhundert, erwähnenswert. Die Kirche gilt als Baudenkmal.

## Veranstaltungen
Ende September findet bei Heuberg am Main-Donau-Kanal jährlich ein zweitägiges Drachenfest mit Unterhaltungsprogramm und Flugvorführungen von Drachen statt.

## Persönlichkeiten
- Christian Wurm (1801–1861), Gymnasiallehrer, Schriftsteller, Philologe und Lexikograf